# بخش اورنج (شهرستان دلاور، اوهایو)
بخش اورنج (به انگلیسی: Orange Township) یک منطقهٔ مسکونی در ایالات متحده آمریکا است که در شهرستان دلاویر، اوهایو واقع شده‌است.
 بخش اورنج ۵۹٫۰ کیلومتر مربع مساحت و ۲۶٬۲۶۹ نفر جمعیت دارد و ۲۸۳ متر بالاتر از سطح دریا واقع شده‌است.